# 宇都宮市立宝木中学校
宇都宮市立宝木中学校（うつのみやしりつ たからぎちゅうがっこう）は、栃木県宇都宮市細谷町にある公立中学校。

## 沿革
- 1980年（昭和56年）
  - 4月1日 - 宇都宮市立宝木中学校開校（創立記念日を第3週水曜日とする｡）
  - 4月7日 - 開校式
  - 7月20日 - 水泳プール完成
  - 10月31日 - 体育館完成
  - 11月16日 - 校舎落成式、校歌制定、校旗樹立
- 1983年（昭和58年）
  - 1月28日 - マｰチングバンド全国大会出場
  - 11月16日 - 第1回創立記念断郊競歩大会
- 1985年（昭和60年）
  - 3月13日 - 卒業記念庭園『宝生園』完成
  - 11月3日 - 創立5周年PTA記念事業『友愛林』完成
- 1987年（昭和62年）2月27日 - 卒業記念庭園『草心園』完成
- 1991年（平成3年）3月20日 - 格技場完成
- 1994年（平成6年）3月3日 - LL教室完成
- 1999年（平成11年）10月29より31日 - （文化祭･体育祭併せた）学校祭として第1回『宝木祭』開催
- 2000年（平成12年）11月15日 - 創立20周年記念式典・記念事業開催
- 2007年（平成19年）
  - 1月15日 - 夜間照明設備改修工事
  - 7月30日 - 第2理科室建替工事、高架水槽・受水層工事
- 2008年（平成20年）5月17日 - エアコン設置工事開始
- 2009年（平成21年）10月2日 - デジタルテレビ25台納入
- 2010年（平成22年）
  - 10月15日 - 体育館耐震工事完了
  - 11月6日 - 創立30周年記念式典
- 2011年（平成23年）9月22日 - 自校炊飯開始

## 通学区域
- 宇都宮市のうち[3]
  - 上戸祭町の一部
  - 上戸祭3丁目の一部
  - 上戸祭4丁目
  - 駒生町の一部
  - 宝木町2丁目
  - 宝木本町の一部
  - 野沢町の一部
  - 細谷町
  - 細谷1丁目
  - 若草5丁目の一部

## 進学前小学校
- 宇都宮市立西が岡小学校
- 宇都宮市立細谷小学校
- 宇都宮市立宝木小学校
- 宇都宮市立上戸祭小学校

## 交通
- 東武鉄道宇都宮線東武宇都宮駅より約5.6km
- JR東北本線（宇都宮線）宇都宮駅より約7km
- 関東バス宝木中学校入口バス停留所より約400m

### 通学方法
大部分の生徒は徒歩通学をしており、自転車による通学は例年約20名程度であったが、自転車通学許可範囲が1.5kmに広まったことにより、増加傾向。